# Gwächtenhorn
Le Gwächtenhorn, culminant à 3 404 m d'altitude, est un sommet  des Alpes uranaises en Suisse.

## Géographie
Le Gwächtenhorn est situé à la limite des cantons de Berne et d'Uri, au sud du col du Susten. Le col du Sustenlimi lie le Gwächtenhorn au Sustenhorn, permettant une traversée est-ouest des deux sommets. Le plateau neigeux entre les deux sommets est propice au ski de randonnée au printemps.

## Première ascension
- août 1861 : arête est par R.W.E. Forster, Henri L'Hardy-Dufour, cartographe, le guide Johann Von Weissenfluh et un autre guide.
- 3 juillet 1889 : arête ouest par William Auguste Coolidge et Christian Almer jr.

## Alpinisme
- Traversée Gwächtenhorn - Sustenhorn : PD (course de neige).
- Arête ouest : PD (course de rocher).

## Accès
- Tierberglihütte (CAS)  à 2 795 m.